# 圣玛丽迪蒙 (伊泽尔省)
圣玛丽迪蒙（法語：Sainte-Marie-du-Mont，法語發音：[sɛ̃t maʁi dy mɔ̃]）是法国伊泽尔省的一个市镇，属于格勒诺布尔区。

## 地理
圣玛丽迪蒙（45°24'22"N, 5°56'44"E）面积23.87 平方千米，位于法国奥弗涅-罗讷-阿尔卑斯大区伊泽尔省，该省份为法国东南部内陆省份，北起顺时针与安省、萨瓦省、上阿尔卑斯省、德龙省、阿尔代什省、卢瓦尔省和罗讷省。
与圣玛丽迪蒙接壤的市镇（或旧市镇、城区）包括：沙帕雷扬、巴罗、拉弗拉谢尔、圣皮埃尔当特勒蒙、圣樊尚德梅尔屈兹、勒图韦、圣皮埃尔当特勒蒙、小岩高原镇。

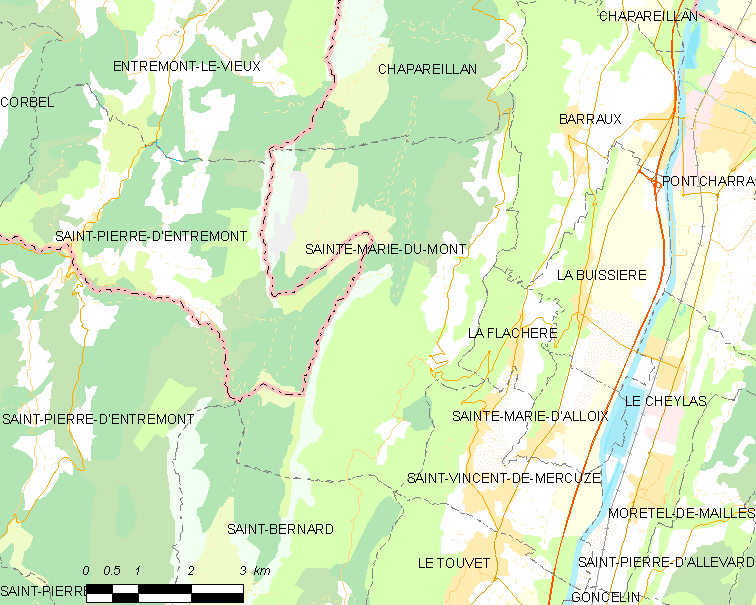
的OSM定位图

圣玛丽迪蒙的时区为UTC+01:00、UTC+02:00（夏令时）。

## 行政
圣玛丽迪蒙的邮政编码为38660，INSEE市镇编码为38418。

## 政治
圣玛丽迪蒙所属的省级选区为上格雷西沃当县。

## 人口

1962-2008年间人口变化图示

圣玛丽迪蒙于2022年1月1日时的人口数量为233人。